# Peter Murphy (chính khách)
Peter Murphy  (sinh ngày 15 tháng 7 năm 1949) là một chính khách người Mỹ và là thành viên của Đảng Dân chủ, người trước đây đại diện cho quận 28 trong Hạ viện Maryland. Năm 2014, ông được bầu làm Chủ tịch Hội đồng ủy viên hạt Charles.

## Đời tư
Murphy là người đồng tính công khai. Ông là một trong tám thành viên LGBT công khai của Đại hội đồng Maryland, cùng với Sen. Rich Madaleno (D–Kensington) và Dels. Anne Kaiser (D–Burtonsville), Heather Mizeur (D–Takoma Park), Maggie McIntosh (D–Baltimore), Mary L. Washington (D–Baltimore), Bonnie Cullison (D–Silver Spring) và Luke Clippinger (D–Baltimore).
Ông là một người cha đã ly dị của hai cô con gái.